# Compsibidion niveum
Compsibidion niveum là một loài bọ cánh cứng trong họ Cerambycidae.